# Institution for Savings
Institution for Savings in Newburyport and Its Vicinity é um banco com sede em Newburyport, Massachusetts.
Possui treze filiais, todas no Condado de Essex, Massachusetts.
É uma organização mútua. Em 30 de junho de 2017, possuía 2,5 bilhões de dólares em depósitos.

## História
O banco foi fundado em 1820.
Em agosto de 2014, a empresa adquiriu o Rockport National Bank, que possuía quatro agências, por 28,3 milhões de dólares em dinheiro.